# Jako zabít ptáčka
Jako zabít ptáčka (anglicky To Kill a Mockingbird, doslova „Zabít drozdce“) je román spisovatelky Harper Leeové, poprvé vydaný v roce 1960. Zaznamenal okamžitý úspěch, vyhrál Pulitzerovu cenu a stal se klasickým dílem moderní americké literatury. Zápletka a charaktery postav jsou částečně inspirovány autorčiným pozorováním její rodiny a sousedů a také událostmi, které se odehrály v blízkosti jejího rodného města v roce 1936, v době kdy jí bylo 10 let.
Kniha je známá svou vřelostí a humorem, přestože se zabývá vážnými otázkami, jako je znásilnění nebo rasová nerovnost. Otec vypravěčky příběhu, Atticus Finch, slouží jako příklad morálního hrdiny pro mnoho čtenářů a také vzor cti pro advokáty.
Román je zástupcem žánrů jižanská gotika a Bildungsroman, jeho hlavní témata zahrnují rasovou nespravedlnost a zničení nevinnosti. Harper Leeová se zde také zaměřuje na otázky společenských tříd, odvahy, soucitu a genderových rolí na americkém Hlubokém jihu. Kniha Jako zabít ptáčka se často používá při výuce v anglicky mluvících zemích v případech, kdy je potřeba vyzdvihnout toleranci a odsoudit předsudky. Přesto byla předmětem kampaní za její odstranění ze státních škol, mnohokrát se to stalo z důvodu rasových nadávek, jež kniha obsahuje. Kritici románu také poukazují na malou hloubku černošských charakterů; obecně je kniha některými černošskými čtenáři přijímána rozporuplně, ačkoli na mnoho bílých dokáže velmi zapůsobit.

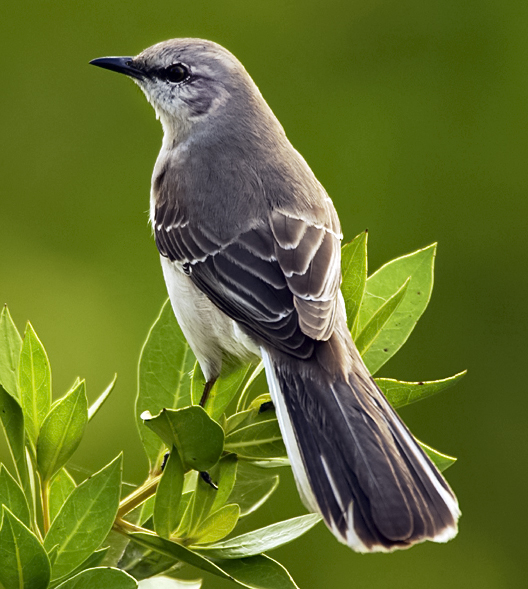
Leeová v knize použila drozdce mnohohlasého jako symbol nevinnosti

Dílo bylo hned zpočátku recenzováno nejméně 30 novinami a časopisy, které ho hodnotily velmi rozmanitým způsobem. V roce 2006 se umístilo na seznamu knih, sestaveném britskými knihovníky, jež by měl každý člověk přečíst, než zemře. Román byl také námětem pro stejnojmenný film režiséra Roberta Mulligana, natočený podle scénáře Hortona Footea, který v roce 1962 obdržel tři Oscary. Od roku 1990 je v Monroeville, rodném městě Harper Leeové, uváděna každoročně divadelní hra, napsaná podle této knihy. Nejedná se o jediný román, navazuje na něj nepřímé pokračování Postav hlídku, a ačkoli Leeová stále reaguje na dopady své knihy, od jejího vydání v roce 1964 odmítala jakoukoli osobní publicitu s ní spojenou.